# Зубанов Володимир Олександрович
Зубанов Володимир Олександрович (нар. 15 серпня 1957, м. Харцизьк, Донецька область) — український політик. Член Партії регіонів (з 2005). Радник Президента України (в 2013–2015 pp.). 
Народився 15 серпня 1957 р. в місті Харцизьк Донецької області.

## Освіта
1975–1980 Комунарський гірничо-металургійний інститут, спеціальність «Електричні апарати», кваліфікація інженер-електромеханік.

## Кар'єра
Трудова діяльність пов'язана із Харцизьким сталедротово-канатним заводом — найбільшим підприємством України з виробництва сталевого дроту, канатів, металевого корду.
Після закінчення школи у 1974 році почав трудову діяльність на Харцизькому сталедротово-канатному заводі (ВАТ «Силур») учнем слюсаря. На завод повернувся і після закінчення інституту. Пройшов шлях від майстра до начальника сталедротового цеху.
У 1990 році його було призначено заступником директора з економіки, у 1993 році — директором з економіки i фінансів, а у 1998 році — першим заступником генерального директора заводу.
У 1999 році Володимир Зубанов став головою Правління — Генеральним директором ВАТ «Силур».

## Політична і громадська діяльність
- 1986–1989 роки — Депутат Харцизької міської Ради, м. Харцизьк, Донецька обл.
- 1989–1991 рік — депутат ВР СРСР.
- З 2002 до 2006 Народний депутат України 4-го скликання. Член Комітету з питань промислової політики та підприємництва.
- Народний депутат України 5-го скликання з травня 2006 до листопада 2007. Обраний від Партії регіонів, № 138 в списку. Член Комітету з питань промислової і регуляторної політики та підприємництва
- В 2007 разом з Анатолієм Толстоуховим започаткував проєкт «Україна: історія великого народу», спрямований на популяризацію історії українського народу.
- З 2007 до 2012 Народний депутат Верховної Ради VI скликання. Член Комітету з питань культури і духовності.
- Засновник Партії Державного нейтралітету України. Почесний Голова Партії.
- Один з авторів лібретто балету «Володар Борисфену»
- Засновник і Президент Благодійного фонду «Схід-Захід: разом», 2005 рік;
- Засновник і Президент Благодійного Фонду «Форум Українська національна ідея» липень, 2004 року.

## Державні нагороди
- Орден «За заслуги» II ст. (24 серпня 2012) — за значний особистий внесок у соціально-економічний, науково-технічний, культурно-освітній розвиток Української держави, вагомі трудові здобутки, багаторічну сумлінну працю та з нагоди 21-ї річниці незалежності України[5]

## Звинувачення у плагіаті
Олена Русина, старший науковий співробітник Інституту історії України НАН України, у статті «„Проффессоры“ на марші. Плагіат із Вікіпедії і дива перекладу з російської», опублікованій 31 жовтня 2011 інтернет-виданням «Українська правда», звинувачує Володимира Зубанова, який є головним редактором і упорядником видання «Україна — Європа: Хронологія розвитку. 1500–1800 рр.» (К.: Кріон, 2010), що вийшло у рамках проєкту «Україна: історія великого народу», у порушенні ліцензій, що застосовані у Вікіпедії, при передрукові матеріалів цієї інтернет-енциклопедії.
У цій же статті говориться про застосування авторами зазначеної книги «сирих» автоперекладів з російської і англійської Вікіпедій — без належного наступного літературного редагування. Зокрема, завдяки нередагованому автоперекладу ім'я іспанського художника Ель Греко трансформувалося в «Ялина Греко», німецько-угорський художник Бенджамін фон Блок став «Бенджаміном геть Блоком», німецький художник Еренштраль — «Ехренстрахлом», польський художник Єжи Сємігіновський — «Джерзі Семігіновським». Амеріго Веспуччі назвали «головним пілотом (штурманом) Іспанії». Найзнаменитіша площа Лондона Трафальгарська (англ. Trafalgar Square) в перекладі стала сквером.

## Погляди
5 червня 2012 голосував за проєкт Закону України «Про засади державної мовної політики», який посилює статус російської мови.

## Сім'я
Одружений, має двох дітей.

## Деякі праці
- Українська національна ідея